# Nadie conoce a nadie
Nadie conoce a nadie is een Spaanse film uit 1999, geregisseerd door Mateo Gil. De film is gebaseerd op het gelijknamige boek van de schrijver Juan Bonilla.

## Verhaal
De jonge romanschrijver Simon verdient de kost door kruiswoordpuzzels te schrijven voor de plaatselijke krant. Op een dag krijgt Simon een onheilspellend telefoontje waarin hem wordt verteld dat de hel zal losbarsten als hij het woord 'Adversary' niet in zijn volgende kruiswoordraadsel opneemt.

## Rolverdeling
| Acteur                | Personage      |
| --------------------- | -------------- |
| Eduardo Noriega       | Simón Cárdenas |
| Jordi Mollà           | Sapo           |
| Natalia Verbeke       | María          |
| Paz Vega              | Ariadna        |
| Pedro Álvarez-Ossorio | Padre Andrés   |
| Mauro Rivera          | Rocha          |
| Jesús Olmedo          | Brujo          |
| Críspulo Cabezas      | Pirata         |
| Joserra Cadiñanos     | Dinamitero     |
| José Manuel Seda      | Capa           |
| Richard Henderson     | Hernández      |

## Ontvangst

### Prijzen en nominaties
Een selectie:
| Jaar | Evenement                      | Categorie                  | Genomineerde                                 | Resultaat   |
| ---- | ------------------------------ | -------------------------- | -------------------------------------------- | ----------- |
| 2000 | Premios Goya (14de uitreiking) | Beste debuterend regisseur | Mateo Gil                                    | Genomineerd |
| 2000 | Premios Goya (14de uitreiking) | Beste speciale effecten    | Raúl Romanillos, Manuel Horrillo, José Núñez | Gewonnen    |